# Le Mesnil-Rogues
Le Mesnil-Rogues foi uma comuna francesa na região administrativa da Normandia, no departamento Mancha. Estendia-se por uma área de 4,86 km². Em 2010 a comuna tinha 168 habitantes (densidade: 34,6 hab./km²).
Em 1 de janeiro de 2019, passou a formar parte da nova comuna de Gavray-sur-Sienne.